# L'isola dei famosi (quattordicesima edizione)
La quattordicesima edizione del reality show L'isola dei famosi è andata in onda in prima serata su Canale 5 dal 24 gennaio al 1º aprile 2019. Si è trattata della quinta edizione trasmessa da Mediaset, con la conduzione di Alessia Marcuzzi per il quinto ed ultimo anno consecutivo, affiancata in studio dalle opinioniste Alda D'Eusanio e Alba Parietti e dalla Gialappa's Band in collegamento, e con la partecipazione dell'inviato Alvin (ruolo che aveva già ricoperto nella decima e nell'undicesima edizione). È durata 68 giorni, ha avuto 23 naufraghi e 12 puntate e si è tenuta presso Cayos Cochinos (Honduras). Il motto di questa edizione è stato Che la forza dell'isola sia con voi!.
Le vicende dei naufraghi sono state trasmesse da Canale 5 in prima serata con variazioni nelle serate del giovedì (solamente le prime due puntate), della domenica (puntate 3-4), del mercoledì (puntate 5-7) e del lunedì (puntate 8-12), mentre la trasmissione delle strisce quotidiane nel day-time è stata affidata a Canale 5 e a Italia 1 dal lunedì al venerdì. Inoltre su La5 e su Mediaset Extra è stato trasmesso il day-time con aggiunta del materiale inedito con il titolo de L'isola dei famosi - Extended Edition, la cui durata variava dai 175 ai 180 minuti.
L'edizione si è conclusa con la vittoria di Marco Maddaloni, che si è aggiudicato il montepremi di 100000 €.

## Produzione
Per la seconda volta da quando il programma è in onda sulle reti Mediaset (la cosa, infatti, era già stata sperimentata nelle edizioni di Rai 2), al programma partecipa anche un concorrente non famoso, che per entrare a fare parte del reality vero e proprio deve prima partecipare per una settimana nella Maremma toscana al web reality Saranno isolani (condotto da Filippo Nardi); i quattro concorrenti più votati (2 maschi e 2 femmine) voleranno in Honduras dove verrà aperto un televoto che decreterà due soli vincitori, un uomo ed una donna, che diventeranno concorrenti a tutti gli effetti.
Tra i concorrenti che per un motivo o per un altro hanno rifiutato di partecipare al programma troviamo: Cristina D'Avena, Giulia De Lellis, Yola Berrocal, Aurora Ramazzotti, Angeli Emily, Fariba Therani, Antonella Mosetti, Asia Argento, Akash Kumar, Wanda Fisher, Viola Valentino, Marina Suma, Justine Mattera, Rodrigo Alves, Nicole Mazzocato.
La cantante Jo Squillo avrebbe dovuto far parte del cast iniziale del programma, ma è entrata nella terza puntata a gioco iniziato a causa di un grave lutto familiare. Un altro concorrente entrato in gioco nella stessa puntata, è l'ex inviato del programma Stefano Bettarini, il quale entra in sostituzione di Jeremias Rodríguez, che avrebbe dovuto far parte del cast iniziale del programma ma non è potuto entrare in gioco subito a causa di un infortunio alla mano Rodríguez, comunque (dopo essersi ripreso dall'infortunio), è entrato in gioco successivamente a causa del ritiro di Youma Diakite. Successivamente, sono entrate in gioco anche Soleil Sorge e Ariadna Romero, molto probabilmente per sostituire il Divino Otelma e Francesca Cipriani, ritiratisi dal gioco il primo per motivi di salute e la seconda per motivi personali.
Durante l'ottava puntata, viene mandato in onda un video in cui Fabrizio Corona sostiene di avere le prove del tradimento di Karin Trentini (la quale aveva precedentemente smentito, presentandosi in trasmissione due settimane prima) nei confronti del marito Riccardo Fogli, concorrente di questa edizione dell'Isola. I modi di Fabrizio Corona (considerati estremamente maleducati), e la scarsa attinenza di tale momento nel contesto della trasmissione, anche in vista della reazione particolarmente intristita di Fogli, hanno causato l'indignazione e le proteste sia delle due opinioniste (che si sono lamentate di ciò in trasmissione), sia della critica televisiva che della maggior parte del pubblico, di conseguenza il franchise Caffè Borbone, in questa edizione sponsor del programma, decide di interrompere la collaborazione con la produzione del programma. Inoltre, tale avvenimento ha causato il licenziamento della capo-progetto del programma (Cristiana Farina) e anche di altri suoi collaboratori e per di più il ritorno in carcere per Corona, qualche settimana dopo.

## Conduzione
Per il quinto ed ultimo anno la conduzione è stata affidata ad Alessia Marcuzzi, il ruolo di inviato è stato ricoperto da Alvin (ruolo che aveva già ricoperto lo stesso ruolo nella decima e nell'undicesima edizione), mentre le nuove opinioniste sono state Alda D'Eusanio e Alba Parietti.

## Ambientazione

### L'isola
Anche per questa edizione è stata confermata la location di Cayos Cochinos in Honduras. Il luogo dove i concorrenti siedono per le nomination è chiamato Palapa.
- L'isola dei Pirati e Galeotti: Playa Dos.
- L'isola della Ciurma: Playa Uva.
- L'isola che non c'è: Playa Dos.
- La Isla Bonita: Cayo Paloma.
- Cayo paloma (dalla puntata 10)

### Lo studio
Il programma è andato in onda dallo studio Robinie di Cologno Monzese (Milano) con una scenografia completamente rinnovata simile a quella della sesta edizione.

## I naufraghi
L'età dei concorrenti si riferisce al momento dello sbarco sull'isola.
| Concorrente          | Età     | Professione                                    | Giorni | Luogo di nascita | Stato                |
| -------------------- | ------- | ---------------------------------------------- | ------ | ---------------- | -------------------- |
| Marco Maddaloni      | 34 anni | Judoka, personaggio TV                         | 1-68   | Napoli           | Vincitore            |
| Marina La Rosa       | 42 anni | Attrice, personaggio TV                        | 1-68   | Messina          | Seconda classificata |
| Luca Vismara         | 27 anni | Cantante                                       | 1-68   | Monza            | Terzo classificato   |
| Sarah Altobello      | 31 anni | Showgirl                                       | 1-68   | Modugno          | Quarta classificata  |
| Aaron Meyer Nielsen  | 25 anni | Modello                                        | 1-68   | Mendrisio        | Quinto classificato  |
| Soleil Sorge         | 24 anni | Modella, influencer, personaggio TV            | 18-61  | Los Angeles      | Eliminata            |
| Stefano Bettarini    | 46 anni | Ex calciatore, personaggio TV                  | 11-61  | Forlì            | Eliminato            |
| Kaspar Capparoni     | 54 anni | Attore                                         | 1-61   | Roma             | Eliminato            |
| Riccardo Fogli       | 71 anni | Cantautore                                     | 1-61   | Pontedera        | Eliminato            |
| Paolo Brosio         | 62 anni | Giornalista, scrittore, ex conduttore TV       | 1-54   | Asti             | Eliminato            |
| Ariadna Romero       | 32 anni | Modella, attrice                               | 21-47  | Fomento          | Eliminata            |
| Abdelkader Ghezzal   | 34 anni | Procuratore sportivo, ex calciatore            | 1-44   | Décines-Charpieu | Ritirato             |
| Jo Squillo           | 56 anni | Cantautrice, conduttrice TV                    | 11-42  | Milano           | Ritirata             |
| Jeremias Rodríguez   | 30 anni | Modello, personaggio TV                        | 18-40  | Buenos Aires     | Eliminato            |
| Viktorija Mihajlović | 22 anni | Modelle                                        | 1-35   | Roma             | Eliminate            |
| Virginia Mihajlović  | 20 anni | Modelle                                        | 1-35   | Roma             | Eliminate            |
| Giorgia Venturini    | 35 anni | Esperta in pubbliche relazioni, personaggio TV | 1-28   | Novafeltria      | Eliminata            |
| Yuri Rambaldi        | 26 anni | Spogliarellista                                | 1-21   | Vigevano         | Eliminato            |
| Grecia Colmenares    | 56 anni | Attrice                                        | 1-18   | Valencia         | Eliminata            |
| Youma Diakite        | 47 anni | Attrice, ex modella                            | 1-12   | Kayes            | Ritirata             |
| Demetra Hampton      | 50 anni | Attrice, ex modella                            | 1-11   | Filadelfia       | Eliminata            |
| Taylor Mega          | 25 anni | Modella, influencer                            | 1-8    | Udine            | Eliminata            |

### Saranno isolani
| Concorrente         | Professione                                    | Luogo di nascita | Stato              |
| ------------------- | ---------------------------------------------- | ---------------- | ------------------ |
| Yuri Rambaldi       | Spogliarellista                                | Vigevano         | Vincitore          |
| Giorgia Venturini   | Esperta in pubbliche relazioni, personaggio TV | Novafeltria      | Vincitrice         |
| Alice Fabbrica      | Travel blogger                                 | Meda             | Finalista          |
| John Vitale         | Spogliarellista, ex modello                    | Ponticelli       | Finalista ritirato |
| Chiara Patriarca    | Fruttivendola                                  | Latina           | Eliminata          |
| Eleonora Massara    | Imprenditrice                                  | Borgomanero      | Eliminata          |
| Lucia Grieco        | Addetta alle vendite                           | Pisticci         | Eliminata          |
| Mirko Pontessili    | Operatore call center                          | Roma             | Eliminato          |
| Salvatore Vigliucci | Impiegato comunale                             | Bellona          | Eliminato          |
| Mario "Falco" Ferri | Calciatore                                     | Pescara          | Ritirato           |

### Guest star
| Guest star         | Professione                 | Giorni | Luogo di nascita |
| ------------------ | --------------------------- | ------ | ---------------- |
| Filippo Nardi      | Disc jockey, personaggio TV | 1      | Londra           |
| Francesca Cipriani | Showgirl, personaggio TV    | 7-10   | Popoli           |
| Divino Otelma      | Sensitivo, personaggio TV   | 7      | Genova           |

### Ospiti in Honduras
| Ospite             | Professione            | Giorni | Luogo di nascita |
| ------------------ | ---------------------- | ------ | ---------------- |
| Karin Trentini     | Imprenditrice, attrice | 29     | Roma             |
| Romina Giamminelli | Personaggio TV         | 47     | Napoli           |
| Nicoletta Larini   | Imprenditrice          | 25     | Camaiore         |
| Veronica Maccarone | Attrice                | 54     | Catania          |

## Tabella delle nomination e dello svolgimento del programma
Legenda
     Concorrente leader della settimana con il potere di mandare in nomination ed immune (e parte del gruppo pirati nelle settimane in cui il gruppo è diviso in due)
     Gruppo pirati
     Concorrente immune dalle nomination
     Gruppo ciurma
     Galeotti
     Concorrente sull'Isola che non c'è
     Concorrente su Isla Bonita insieme al leader della settimana
     Concorrente nominato dai/dal vincitori/e della prova immunità / Concorrente direttamente in nomination per aver perso la prova immunità
     Bacio di Giuda
     Concorrente salvato dai/dal vincitori/e della prova immunità
     Concorrente in nomination per concorrere alla vittoria finale

|                                 | Settimana 1    | Settimana 2                                        | Settimana 2                         | Settimana 3                                    | Settimana 3                                    | Settimana 3                                         | Settimana 4                                    | Settimana 4                                                          | Settimana 5                                       | Settimana 6                                     | Settimana 7 | Settimana 8                                        | Settimana 9 | Settimana 9 | Settimana 9 | Ultima settimana                               | Ultima settimana                               | Ultima settimana                               | Ultima settimana                                | Numero totale di nomination |
| Giorno 1                        | Giorno 8       | Giorno 11                                          | Giorno 18                           | Giorno 21                                      | Giorno 21                                      | Giorno 28                                           | Giorno 28                                      | Giorno 35                                                            | Giorno 40                                         | Giorno 47                                       | Giorno 54 | Giorno 61                                          | Giorno 61 | Giorno 61 | Giorno 68 | Giorno 68                                      | Giorno 68                                      | Giorno 68                                      |                                                 | Numero totale di nomination |
| ------------------------------- | -------------- | -------------------------------------------------- | ----------------------------------- | ---------------------------------------------- | ---------------------------------------------- | --------------------------------------------------- | ---------------------------------------------- | -------------------------------------------------------------------- | ------------------------------------------------- | ----------------------------------------------- | --- | -------------------------------------------------- | --- | --- | --- | ---------------------------------------------- | ---------------------------------------------- | ---------------------------------------------- | ----------------------------------------------- | --------------------------- |
| Leader                          | Marina         | Paolo                                              | Marco                               | Marco                                          | Soleil                                         | Soleil                                              | Ghezzal                                        | Ghezzal                                                              | Soleil                                            | Soleil                                          | Soleil | Soleil                                             | Nessuno | Marina | Marina | Nessuno                                        | Nessuno                                        | Nessuno                                        | Nessuno                                         | Numero totale di nomination |
|                                 |                |                                                    |                                     |                                                |                                                |                                                     |                                                |                                                                      |                                                   |                                                 | |                                                    | | | |                                                |                                                |                                                |                                                 |                             |
| Marco                           | Demetra        | Demetra                                            | Grecia                              | Sarah                                          | Luca                                           | Luca                                                | Le Mihajlović                                  | Le Mihajlović                                                        | Luca                                              | Luca                                            | Luca | Luca                                               | Salvato | Salvato | Sarah | Nominato                                       | Immune                                         | Nomination finale                              | Vincitore (Settimana 10 - Giorno 68)            | 6                           |
| Marina                          | Taylor         | Demetra                                            | Yuri                                | Yuri                                           | Giorgia                                        | Giorgia                                             | Riccardo                                       | Riccardo                                                             | Jeremias                                          | Ghezzal                                         | Ghezzal | Riccardo                                           | Immune | Soleil Sarah | Aaron Sarah | Salvata                                        | Nominati                                       | Nomination finale                              | Seconda classificata (Settimana 10 - Giorno 68) | 6                           |
| Luca                            | Demetra        | Demetra                                            | Grecia                              | Kaspar                                         | Giorgia                                        | Giorgia                                             | Jo                                             | Jo                                                                   | Ghezzal                                           | Ghezzal                                         | Marco | Marco                                              | Sospeso | Sospeso | Aaron | Sarah Marco                                    | Nominati                                       | Terzo classificato (Settimana 10 - Giorno 68)  | Terzo classificato (Settimana 10 - Giorno 68)   | 21                          |
| Sarah                           | Kaspar         | Kaspar                                             | Aaron                               | Yuri                                           | Marco                                          | Marco                                               | Ariadna                                        | Ariadna                                                              | Ghezzal                                           | Aaron                                           | Aaron | Aaron                                              | Immune | Nominata | Aaron | Nominata                                       | Quarta classificata (Settimana 10 - Giorno 68) | Quarta classificata (Settimana 10 - Giorno 68) | Quarta classificata (Settimana 10 - Giorno 68)  | 13                          |
| Aaron                           | Demetra        | Sarah                                              | Sarah                               | Kaspar                                         | Giorgia                                        | Giorgia                                             | Marina                                         | Marina                                                               | Jeremias                                          | Jo                                              | Sarah | Sarah                                              | Nominato | Salvato | Sarah | Quinto classificato (Settimana 10 - Giorno 68) | Quinto classificato (Settimana 10 - Giorno 68) | Quinto classificato (Settimana 10 - Giorno 68) | Quinto classificato (Settimana 10 - Giorno 68)  | 13                          |
| Soleil                          | Non in gara    | Non in gara                                        | Non in gara                         | Yuri                                           | Luca                                           | Luca                                                | Luca                                           | Luca                                                                 | Marina                                            | Luca                                            | Paolo | Luca Marina                                        | Immune | Nominata | Eliminati (Settimana 9 - Giorno 61) | Eliminati (Settimana 9 - Giorno 61)            | Eliminati (Settimana 9 - Giorno 61)            | Eliminati (Settimana 9 - Giorno 61)            | Eliminati (Settimana 9 - Giorno 61)             | 1                           |
| Stefano                         | Non in gara    | Non in gara                                        | Yuri                                | Yuri                                           | Marco                                          | Marco                                               | Non votante                                    | Non votante                                                          | Non votante                                       | Sospeso                                         | Sospeso | Sospeso                                            | Sospeso | Sospeso | Eliminati (Settimana 9 - Giorno 61) | Eliminati (Settimana 9 - Giorno 61)            | Eliminati (Settimana 9 - Giorno 61)            | Eliminati (Settimana 9 - Giorno 61)            | Eliminati (Settimana 9 - Giorno 61)             | 6                           |
| Kaspar                          | Aaron          | Luca                                               | Yuri                                | Yuri                                           | Non votante                                    | Non votante                                         | Non votante                                    | Non votante                                                          | Non votante                                       | Sospeso                                         | Sospeso | Sospeso                                            | Sospeso | Sospeso | Eliminati (Settimana 9 - Giorno 61) | Eliminati (Settimana 9 - Giorno 61)            | Eliminati (Settimana 9 - Giorno 61)            | Eliminati (Settimana 9 - Giorno 61)            | Eliminati (Settimana 9 - Giorno 61)             | 6                           |
| Riccardo                        | Demetra        | Demetra                                            | Yuri                                | Yuri                                           | Giorgia                                        | Giorgia                                             | Le Mihajlović                                  | Le Mihajlović                                                        | Ariadna                                           | Marina                                          | Marina | Marina                                             | Nominato | Sospeso | Eliminati (Settimana 9 - Giorno 61) | Eliminati (Settimana 9 - Giorno 61)            | Eliminati (Settimana 9 - Giorno 61)            | Eliminati (Settimana 9 - Giorno 61)            | Eliminati (Settimana 9 - Giorno 61)             | 7                           |
| Paolo                           | Kaspar         | Grecia                                             | Grecia                              | Yuri                                           | Giorgia                                        | Giorgia                                             | Jo                                             | Jo                                                                   | Jeremias                                          | Ghezzal                                         | Luca | Eliminato (Settimana 8 - Giorno 54)                | Eliminato (Settimana 8 - Giorno 54) | Eliminato (Settimana 8 - Giorno 54) | Eliminato (Settimana 8 - Giorno 54) | Eliminato (Settimana 8 - Giorno 54)            | Eliminato (Settimana 8 - Giorno 54)            | Eliminato (Settimana 8 - Giorno 54)            | Eliminato (Settimana 8 - Giorno 54)             | 1                           |
| Ariadna                         | Non in gara    | Non in gara                                        | Non in gara                         | Non in gara                                    | Luca                                           | Luca                                                | Riccardo                                       | Riccardo                                                             | Jo                                                | Aaron                                           | Eliminata (Settimana 7 - Giorno 47) | Eliminata (Settimana 7 - Giorno 47)                | Eliminata (Settimana 7 - Giorno 47) | Eliminata (Settimana 7 - Giorno 47) | Eliminata (Settimana 7 - Giorno 47) | Eliminata (Settimana 7 - Giorno 47)            | Eliminata (Settimana 7 - Giorno 47)            | Eliminata (Settimana 7 - Giorno 47)            | Eliminata (Settimana 7 - Giorno 47)             | 2                           |
| Ghezzal                         | Demetra        | Demetra                                            | Sarah                               | Yuri                                           | Giorgia                                        | Giorgia                                             | Luca                                           | Luca                                                                 | Luca                                              | Luca                                            | Ritirato (Settimana 7 - Giorno 44) | Ritirato (Settimana 7 - Giorno 44)                 | Ritirato (Settimana 7 - Giorno 44) | Ritirato (Settimana 7 - Giorno 44) | Ritirato (Settimana 7 - Giorno 44) | Ritirato (Settimana 7 - Giorno 44)             | Ritirato (Settimana 7 - Giorno 44)             | Ritirato (Settimana 7 - Giorno 44)             | Ritirato (Settimana 7 - Giorno 44)              | 7                           |
| Jo                              | Non in gara    | Non in gara                                        | Yuri                                | Yuri                                           | Giorgia                                        | Giorgia                                             | Luca                                           | Luca                                                                 | Luca                                              | Aaron                                           | Ritirata (Settimana 7 - Giorno 42) | Ritirata (Settimana 7 - Giorno 42)                 | Ritirata (Settimana 7 - Giorno 42) | Ritirata (Settimana 7 - Giorno 42) | Ritirata (Settimana 7 - Giorno 42) | Ritirata (Settimana 7 - Giorno 42)             | Ritirata (Settimana 7 - Giorno 42)             | Ritirata (Settimana 7 - Giorno 42)             | Ritirata (Settimana 7 - Giorno 42)              | 4                           |
| Jeremias                        | Non in gara    | Non in gara                                        | Non in gara                         | Yuri                                           | Stefano                                        | Stefano                                             | Le Mihajlović                                  | Le Mihajlović                                                        | Luca                                              | Eliminato (Settimana 6 - Giorno 40)             | Eliminato (Settimana 6 - Giorno 40) | Eliminato (Settimana 6 - Giorno 40)                | Eliminato (Settimana 6 - Giorno 40) | Eliminato (Settimana 6 - Giorno 40) | Eliminato (Settimana 6 - Giorno 40) | Eliminato (Settimana 6 - Giorno 40)            | Eliminato (Settimana 6 - Giorno 40)            | Eliminato (Settimana 6 - Giorno 40)            | Eliminato (Settimana 6 - Giorno 40)             | 3                           |
| Viktorija e Virginia            | Demetra        | Demetra                                            | Grecia                              | Ghezzal                                        | Stefano                                        | Stefano                                             | Riccardo                                       | Riccardo                                                             | Eliminate (Settimana 5 - Giorno 35)               | Eliminate (Settimana 5 - Giorno 35)             | Eliminate (Settimana 5 - Giorno 35) | Eliminate (Settimana 5 - Giorno 35)                | Eliminate (Settimana 5 - Giorno 35) | Eliminate (Settimana 5 - Giorno 35) | Eliminate (Settimana 5 - Giorno 35) | Eliminate (Settimana 5 - Giorno 35)            | Eliminate (Settimana 5 - Giorno 35)            | Eliminate (Settimana 5 - Giorno 35)            | Eliminate (Settimana 5 - Giorno 35)             | 3                           |
| Giorgia                         | Non votanti    | Nominati                                           | Yuri                                | Ghezzal                                        | Marco                                          | Marco                                               | Eliminata (Settimana 4 - Giorno 28)            | Eliminata (Settimana 4 - Giorno 28)                                  | Eliminata (Settimana 4 - Giorno 28)               | Eliminata (Settimana 4 - Giorno 28)             | Eliminata (Settimana 4 - Giorno 28) | Eliminata (Settimana 4 - Giorno 28)                | Eliminata (Settimana 4 - Giorno 28) | Eliminata (Settimana 4 - Giorno 28) | Eliminata (Settimana 4 - Giorno 28) | Eliminata (Settimana 4 - Giorno 28)            | Eliminata (Settimana 4 - Giorno 28)            | Eliminata (Settimana 4 - Giorno 28)            | Eliminata (Settimana 4 - Giorno 28)             | 8                           |
| Yuri                            | Non votanti    | Nominati                                           | Giorgia                             | Aaron                                          | Eliminato (Settimana 3 - Giorno 21)            | Eliminato (Settimana 3 - Giorno 21)                 | Eliminato (Settimana 3 - Giorno 21)            | Eliminato (Settimana 3 - Giorno 21)                                  | Eliminato (Settimana 3 - Giorno 21)               | Eliminato (Settimana 3 - Giorno 21)             | Eliminato (Settimana 3 - Giorno 21) | Eliminato (Settimana 3 - Giorno 21)                | Eliminato (Settimana 3 - Giorno 21) | Eliminato (Settimana 3 - Giorno 21) | Eliminato (Settimana 3 - Giorno 21) | Eliminato (Settimana 3 - Giorno 21)            | Eliminato (Settimana 3 - Giorno 21)            | Eliminato (Settimana 3 - Giorno 21)            | Eliminato (Settimana 3 - Giorno 21)             | 16                          |
| Grecia                          | Demetra        | Luca                                               | Kaspar                              | Eliminata (Settimana 3 - Giorno 18)            | Eliminata (Settimana 3 - Giorno 18)            | Eliminata (Settimana 3 - Giorno 18)                 | Eliminata (Settimana 3 - Giorno 18)            | Eliminata (Settimana 3 - Giorno 18)                                  | Eliminata (Settimana 3 - Giorno 18)               | Eliminata (Settimana 3 - Giorno 18)             | Eliminata (Settimana 3 - Giorno 18) | Eliminata (Settimana 3 - Giorno 18)                | Eliminata (Settimana 3 - Giorno 18) | Eliminata (Settimana 3 - Giorno 18) | Eliminata (Settimana 3 - Giorno 18) | Eliminata (Settimana 3 - Giorno 18)            | Eliminata (Settimana 3 - Giorno 18)            | Eliminata (Settimana 3 - Giorno 18)            | Eliminata (Settimana 3 - Giorno 18)             | 6                           |
| Youma                           | Grecia         | Sarah                                              | Sarah                               | Ritirata (Settimana 2 - Giorno 12)             | Ritirata (Settimana 2 - Giorno 12)             | Ritirata (Settimana 2 - Giorno 12)                  | Ritirata (Settimana 2 - Giorno 12)             | Ritirata (Settimana 2 - Giorno 12)                                   | Ritirata (Settimana 2 - Giorno 12)                | Ritirata (Settimana 2 - Giorno 12)              | Ritirata (Settimana 2 - Giorno 12) | Ritirata (Settimana 2 - Giorno 12)                 | Ritirata (Settimana 2 - Giorno 12) | Ritirata (Settimana 2 - Giorno 12) | Ritirata (Settimana 2 - Giorno 12) | Ritirata (Settimana 2 - Giorno 12)             | Ritirata (Settimana 2 - Giorno 12)             | Ritirata (Settimana 2 - Giorno 12)             | Ritirata (Settimana 2 - Giorno 12)              | 0                           |
| Demetra                         | Luca           | Luca                                               | Eliminata (Settimana 2 - Giorno 11) | Eliminata (Settimana 2 - Giorno 11)            | Eliminata (Settimana 2 - Giorno 11)            | Eliminata (Settimana 2 - Giorno 11)                 | Eliminata (Settimana 2 - Giorno 11)            | Eliminata (Settimana 2 - Giorno 11)                                  | Eliminata (Settimana 2 - Giorno 11)               | Eliminata (Settimana 2 - Giorno 11)             | Eliminata (Settimana 2 - Giorno 11) | Eliminata (Settimana 2 - Giorno 11)                | Eliminata (Settimana 2 - Giorno 11) | Eliminata (Settimana 2 - Giorno 11) | Eliminata (Settimana 2 - Giorno 11) | Eliminata (Settimana 2 - Giorno 11)            | Eliminata (Settimana 2 - Giorno 11)            | Eliminata (Settimana 2 - Giorno 11)            | Eliminata (Settimana 2 - Giorno 11)             | 14                          |
| Taylor                          | Riccardo       | Demetra                                            | Eliminata (Settimana 1 - Giorno 8)  | Eliminata (Settimana 1 - Giorno 8)             | Eliminata (Settimana 1 - Giorno 8)             | Eliminata (Settimana 1 - Giorno 8)                  | Eliminata (Settimana 1 - Giorno 8)             | Eliminata (Settimana 1 - Giorno 8)                                   | Eliminata (Settimana 1 - Giorno 8)                | Eliminata (Settimana 1 - Giorno 8)              | Eliminata (Settimana 1 - Giorno 8) | Eliminata (Settimana 1 - Giorno 8)                 | Eliminata (Settimana 1 - Giorno 8) | Eliminata (Settimana 1 - Giorno 8) | Eliminata (Settimana 1 - Giorno 8) | Eliminata (Settimana 1 - Giorno 8)             | Eliminata (Settimana 1 - Giorno 8)             | Eliminata (Settimana 1 - Giorno 8)             | Eliminata (Settimana 1 - Giorno 8)              | 1                           |
|                                 |                |                                                    |                                     |                                                |                                                |                                                     |                                                |                                                                      |                                                   |                                                 | |                                                    | | | |                                                |                                                |                                                |                                                 |                             |
| Nominato dal leader             | Taylor Mega    | Grecia                                             | Grecia                              | Sarah                                          | Luca                                           | Luca                                                | Luca                                           | Luca                                                                 | Marina                                            | Luca                                            | Paolo | Luca Marina                                        | Nessuno | Nessuno | Sarah | Nessuno                                        | Nessuno                                        | Nessuno                                        | Nessuno                                         |                             |
| Nominati dal gruppo             | Demetra Kaspar | Demetra                                            | Yuri Sarah                          | Yuri Kaspar                                    | Giorgia Marco                                  | Giorgia Marco                                       | Riccardo Le Mihajlović                         | Riccardo Le Mihajlović                                               | Luca Jeremias                                     | Aaron Ghezzal                                   | Luca | Nessuno                                            | Nessuno | Nessuno | Aaron | Nessuno                                        | Nessuno                                        | Nessuno                                        | Nessuno                                         |                             |
| Nominati dopo una prova         | Nessuno        | Nessuno                                            | Nessuno                             | Nessuno                                        | Giorgia Stefano Yuri                           | Giorgia Stefano Yuri                                | Jo Stefano Sarah Aaron                         | Jo Stefano Sarah Aaron                                               | Nessuno                                           | Nessuno                                         | Aaron Ariadna Luca Marco Marina Paolo Riccardo Sarah | Nessuno                                            | Aaron Riccardo | Soleil Sarah | Nessuno | Sarah Marco                                    | Luca Marina                                    | Marco Marina                                   | Nessuno                                         |                             |
| Salvato dal televoto            | Nessuno        | Kaspar 16% per eliminare Demetra 39% per eliminare | Grecia 18% per eliminare            | Sarah 32% per eliminare Yuri 30% per eliminare | Yuri 36% per eliminare Sarah 24% per eliminare | Stefano 38% per eliminare Giorgia 36% per eliminare | Luca 31% per eliminare Marco 30% per eliminare | Aaron 27% per eliminare Sarah 26% per eliminare Jo 13% per eliminare | Luca 31% per eliminare Riccardo 17% per eliminare | Marina 24% per eliminare Luca 14% per eliminare | Sarah 16% per eliminare Marina 15% per eliminare Riccardo 14% per eliminare Luca 13% per eliminare Marco 8% per eliminare Paolo 7% per eliminare Aaron 6% per eliminare | Luca Vismara 47% per eliminare                     | Marina 41% per eliminare | Aaron 36% per eliminare | Sarah 27% per eliminare | Sarah 48% per eliminare                        | Marco 47% per eliminare                        | Marina 41% per eliminare                       | Marco 61% per vincere                           |                             |
| Eliminato dal televoto          | Nessuno        | Taylor 45% per eliminare                           | Demetra 82% per eliminare           | Grecia 38% per eliminare                       | Kaspar 40% per eliminare                       | Yuri 41% per eliminare                              | Giorgia 39% per eliminare                      | Stefano 34% per eliminare                                            | Le Mihajlović 52% per eliminare                   | Jeremias 62% per eliminare                      | Ariadna 21% per eliminare | Paolo 53% per eliminare                            | Luca 58% per eliminare | Riccardo 64% per eliminare | Soleil 73% per eliminare | Aaron 52% per eliminare                        | Sarah 53% per eliminare                        | Luca 59% per eliminare                         | Marina 39% per vincere                          |                             |
| Spareggio tra naufraghi sospesi | Nessuno        | Nessuno                                            | Nessuno                             | Nessuno                                        | Nessuno                                        | Nessuno                                             | Nessuno                                        | Nessuno                                                              | Nessuno                                           | Kaspar 36% per eliminare                        | Nessuno | Stefano 36% per eliminare Kaspar 21% per eliminare | Luca 33% per rientrare in gioco | Luca 33% per rientrare in gioco | Luca 33% per rientrare in gioco | Nessuno                                        | Nessuno                                        | Nessuno                                        | Nessuno                                         |                             |
| Spareggio tra naufraghi sospesi | Nessuno        | Nessuno                                            | Nessuno                             | Nessuno                                        | Nessuno                                        | Nessuno                                             | Nessuno                                        | Nessuno                                                              | Nessuno                                           | Jeremias 64% per eliminare                      | Nessuno | Paolo 43% per eliminare                            | Riccardo 9% per rientrare in gioco Kaspar 14% per rientrare in gioco Stefano 17% per rientrare in gioco Soleil 27% per rientrare in gioco | Riccardo 9% per rientrare in gioco Kaspar 14% per rientrare in gioco Stefano 17% per rientrare in gioco Soleil 27% per rientrare in gioco | Riccardo 9% per rientrare in gioco Kaspar 14% per rientrare in gioco Stefano 17% per rientrare in gioco Soleil 27% per rientrare in gioco | Nessuno                                        | Nessuno                                        | Nessuno                                        | Nessuno                                         |                             |
| Vittime del bacio di Giuda      | Nessuno        | Demetra                                            | Nessuno                             | Nessuno                                        | Nessuno                                        | Nessuno                                             | Nessuno                                        | Nessuno                                                              | Nessuno                                           | Nessuno                                         | Nessuno | Nessuno                                            | Nessuno | Nessuno | Nessuno | Nessuno                                        | Nessuno                                        | Nessuno                                        | Nessuno                                         |                             |
| Spareggio tra i Galeotti        | Nessuno        | Alice Giorgia John Yuri                            | Giorgia 54% per entrare in gioco    | Nessuno                                        | Nessuno                                        | Nessuno                                             | Nessuno                                        | Nessuno                                                              | Nessuno                                           | Nessuno                                         | Nessuno | Nessuno                                            | Nessuno | Nessuno | Nessuno | Nessuno                                        | Nessuno                                        | Nessuno                                        | Nessuno                                         |                             |
| Spareggio tra i Galeotti        | Nessuno        | Alice Giorgia John Yuri                            | Alice 46% per entrare in gioco      | Nessuno                                        | Nessuno                                        | Nessuno                                             | Nessuno                                        | Nessuno                                                              | Nessuno                                           | Nessuno                                         | Nessuno | Nessuno                                            | Nessuno | Nessuno | Nessuno | Nessuno                                        | Nessuno                                        | Nessuno                                        | Nessuno                                         |                             |
| Nuovi sbarchi                   | Nessuno        | Nessuno                                            | Stefano Bettarini Jo Squillo        | Soleil Sorge Jeremias Rodríguez                | Ariadna Romero                                 | Nessuno                                             | Nessuno                                        | Nessuno                                                              | Nessuno                                           | Nessuno                                         | Nessuno | Nessuno                                            | Nessuno | Nessuno | Nessuno | Nessuno                                        | Nessuno                                        | Nessuno                                        | Nessuno                                         |                             |
| Ritirati                        | Nessuno        | Nessuno                                            | John                                | Youma                                          | Nessuno                                        | Nessuno                                             | Nessuno                                        | Nessuno                                                              | Nessuno                                           | Nessuno                                         | Jo Ghezzal | Nessuno                                            | Nessuno | Nessuno | Nessuno | Nessuno                                        | Nessuno                                        | Nessuno                                        | Nessuno                                         |                             |

## Cronologia degli episodi

### Prima puntata
La conduttrice Alessia Marcuzzi accende lo studio e presenta le nuove opinioniste, Alba Parietti e Alda D'Eusanio. I primi naufraghi si buttano dall'aereo salpando sull'Isola, dove dovranno affrontare la prima prova Kit. Tutti i naufraghi giungeranno sull'isola buttandosi dall'aereo, eccetto Paolo Brosio, Demetra Hampton e Sarah Altobello, che raggiungono l'Isola a bordo di una zattera. Alessia Marcuzzi presenta le polene, Francesca Cipriani e il Divino Otelma, mentre sull'Isola Alvin svela ai suoi compagni di essere l'inviato e non un concorrente. La conduttrice inoltre chiede spiegazioni alla concorrente Taylor Mega, che pochi giorni prima di partire per l'Isola avrebbe pubblicato un video su instagram in cui afferma "Tre settimane... e poi torno. La vera vincitrice non avrà bisogno di fare tre mesi all'Isola". Dato che ai naufraghi non è possibile decidere quando andare via dall'Isola (devono essere eliminati attraverso il televoto), Taylor si giustifica dicendo che, per il suo stile di vita, tre settimane di permanenza sono già una vittoria per lei.
Viene mostrato un video in cui ogni naufrago nomina un concorrente che non vorrebbe portarsi con sé nell'Isola: la maggioranza dei concorrenti vota Marina La Rosa, che viene nominata, all'insaputa di tutti, come prima leader. Alessia Marcuzzi spiega come verranno divisi i concorrenti: da una parte I Pirati, il gruppo meno numeroso composto da quattro persone, che andranno a vivere insieme al Leader nell'Isola dei Pirati, la parte privilegiata dell'Isola; dall'altra parte La Ciurma, ossia il resto del gruppo. Essi vivranno nell'Isola più difficile e, a differenza degli anni scorsi, dovranno procurarsi il riso facendo ruotare la macchina del riso.
I Pirati della prima settimana: Marina La Rosa, Demetra Hampton, Taylor Mega e Kaspar Capparoni.
La Ciurma della prima settimana: Paolo Brosio, Sarah Altobello, Riccardo Fogli, Grecia Colmenares, Marco Maddaloni, Viktorija e Virginia Mihajlović, Aaron Nielsen, Ghezzal, Luca Vismara, Youma Diakite.
La Ciurma riesce a vincere il fuoco, attraverso una prova in cui hanno partecipato Paolo Brosio, Marco Maddaloni, Sarah Altobello e Ghezzal.
La puntata si conclude con le nomination: i nominati della settimana sono Demetra Hampton, Kaspar Capparoni e Taylor Mega.

### Seconda puntata
La puntata si apre con il racconto delle sofferenze passate nella prima settimana dai naufraghi: infatti, a causa di una tempesta avvenuta negli ultimi giorni, il fuoco si è spento e la Ciurma non è riuscita a mangiare il riso. I Pirati hanno trascorso la prima settimana in compagnia dei Galeotti, i quattro concorrenti finalisti di Saranno Isolani: Alice Fabbrica, Giorgia Venturini, Yuri Rambaldi e Giovanni "John" Vitale. Essi dovevano sottostare agli ordini di Marina La Rosa, la leader della settimana.
Alessia Marcuzzi chiama in zona nomination la prima nominata, Taylor Mega, che durante la settimana è stata al centro di una polemica riguardo alla sua frase sul voler rimanere sull'Isola tre settimane. Taylor Mega svela di aver avuto problemi di tossicodipendenza, ma di non aver mai detto niente a nessuno. Inoltre spiega di aver voluto partecipare all'Isola per liberarsi dai suoi fantasmi del passato. La concorrente riceve un video messaggio e una chiamata di incoraggiamento da sua madre. La conduttrice parla anche con Demetra Hampton, che non ha preso bene la nomination e ne ha sofferto durante la settimana. Riceve l'incoraggiamento dal suo compagno presente in studio. Il primo naufrago eliminato è Taylor Mega. Prima di uscire fa la sua nomination: Demetra Hampton.
Durante la settimana un altro concorrente è stato al centro di una polemica: John Vitale, uno dei finalisti di Saranno Isolani è stato accusato di aver scritto degli insulti molto pesanti nei confronti della conduttrice Barbara D'Urso. Questi insulti, scritti dal concorrente a febbraio 2018, sono in totale contrasto rispetto all'atteggiamento cordiale avuto dal concorrente ospitato dalla stessa conduttrice nel suo programma poco prima della sua partenza per l'Isola. John si scusa.
Arrivano le Polene sull'Isola: Francesca Cipriani e il Divino Otelma rimarranno in Honduras dieci giorni, poi saranno i naufraghi a decidere quale Polena potrà rimanere e quale dovrà tornare a casa. In studio arrivano due nuovi concorrenti dell'Isola: Stefano Bettarini e Jo Squillo, accompagnati dal finto inviato Filippo Nardi. I naufraghi raggiungono le Polene, che li aiuteranno con la prova della fionda hondureña, che ha come ricompensa degli spaghetti con le polpette.
Alla leader della settimana, Marina La Rosa, viene fatto vedere un video d'incoraggiamento da parte dei suoi figli.
Durante la settimana i naufraghi hanno affrontato una prova divisi in gruppi. Il gruppo vincente è quello composto da Paolo Brosio, Sarah Altobello, Grecia Colmenares e Luca Vismara, che affrontano la prova del fuoco per decretare il leader della settimana e il capo della ciurma. Paolo Brosio vince la prova diventando Leader, mentre Grecia Colmenares arriva seconda aggiudicandosi il titolo di Capo della Ciurma. Essi potranno scegliere i compagni da portare con loro nelle isole.
I Pirati della seconda settimana: Paolo Brosio, Viktorija e Virginia Mihajlović, Luca Vismara, Riccardo Fogli.
La Ciurma della seconda settimana: Grecia Colmenares, Marco Maddaloni, Youma Diakite, Sarah Altobello, Ghezzal, Kaspar Capparoni, Aaron Nielsen, Demetra Hampton e Marina La Rosa.
La puntata si conclude con le nomination: la prima nominata è Grecia Colmenares.

### Terza puntata
La puntata inizia con il ritiro di John Vitale, che nella scorsa puntata era stato accusato di aver scritto pesanti insulti contro la conduttrice Barbara D'Urso su Facebook.
La terza puntata continua con un dibattito sulla macchina del riso: infatti alcuni concorrenti, in particolare Marco e Ghezzal, criticano lo scarso impegno di alcuni loro compagni, soprattutto Grecia e Sarah, che aiutano poco e passano più tempo a prendere il sole. Grecia e Sarah si giustificano dicendo di fare quello che è nelle loro possibilità.
I naufraghi affrontano la prova ricompensa aiutati dalla nuova concorrente Jo Squillo: come premio trovano un banchetto colmo di frutta dove è nascosto un altro nuovo concorrente, Stefano Bettarini. Alessia Marcuzzi annuncia i vincitori del televoto di Saranno Isolani: Yuri e Giorgia. Essi diventano ufficialmente naufraghi ed entrano nella competizione insieme agli altri concorrenti. Continuano le nomination: le due nominate sono Grecia (nominata dal leader Paolo nella puntata precedente), e Demetra e faranno parte di un televoto lampo. La seconda eliminata dell'isola è Demetra Hampton. La conduttrice parla con la polena Francesca Cipriani, che non ha vissuto bene il ritorno sull'isola e nonostante l'incoraggiamento dallo studio decide di ritirarsi e tornare in Italia.
Alessia Marcuzzi accoglie in studio la prima eliminata dell'isola, Taylor Mega, che ricorda la sua breve esperienza, in cui si è molto confidata.
I naufraghi affrontano un grande classico dell'Isola, la prova di apnea: i vincitori sono Aaron e Marco che si contendono la carica di leader attraverso la prova del fuoco. Marco vince la prova e diventa il leader.
I Pirati della settimana: Marco, Ghezzal, Youma, Paolo, Aaron e Kaspar.
La Ciurma della settimana: Viktorija e Virginia, Grecia, Luca, Riccardo, Stefano, Sarah, Marina, Yuri, Giorgia e Jo Squillo.
I nominati della settimana sono: Yuri, Grecia e Sarah.

### Quarta puntata
La puntata inizia con un riassunto della settimana, che ha visto il ritiro di Youma Diakite per problemi famigliari. Inoltre la ciurma si è lamentata delle scarse porzioni che i pirati gli facevano recapitare. La ciurma si schiera soprattutto contro Marco, il leader dei pirati, che si occupa della spartizione. Da parte dei pirati c'è un po' di insofferenza nei confronti di Kaspar, che ha un atteggiamento molto autoritario.
Alessia Marcuzzi presenta i due nuovi naufraghi, Jeremias Rodríguez e Soleil Sorge. Quest'ultima ha subito espresso una preferenza riguardo a Stefano, affermando di non credere alla sua storia con Nicoletta Larini. Attraverso la prova del fango gli altri concorrenti vengono a conoscenza del loro arrivo.
Durante la settimana sembra essere nata più di un'amicizia tra Yuri e Sarah. Yuri nega e dice che gli manca la fidanzata, inoltre afferma che si tratta solo di un'amicizia.
La terza eliminata dell'Isola è Grecia Colmenares.
Nel corso della settimana Paolo è stato un paio di giorni dal medico, a causa delle punture dei mosquito che lo hanno colpito duramente fin dalla prima settimana. Questo ha destato dei sospetti agli altri pirati che vivevano nella stessa isola, pensando che lo facesse per ottenere favori.
I naufraghi hanno affrontato la prova leader divisi in gruppi: i vincitori sono Ghezzal, Marco, Aaron e Kaspar. I quattro concorrenti si sfideranno nella prova dell'orologio honduregno per decretare il leader della settimana. Marco vince la prova e diventa il Leader.
Le sorelle Mihajlović ricevono un video di incoraggiamento dal padre, Siniša Mihajlović.
In studio arriva Demetra Hampton, l'eliminata della settimana precedente, che ha un confronto con Luca, il quale l'aveva accusata di fare il doppio gioco.
I naufraghi vengono riuniti e rimarranno tutti nella stessa isola.
I nominati della settimana sono: Yuri, Sarah e Kaspar.

### Quinta puntata
Ad inizio puntata Alessia Marcuzzi parla con Yuri, che la puntata scorsa si era mostrato molto sofferente e aveva chiesto ad alcuni suoi compagni di nominarlo. Egli esprime la sua voglia di continuare il suo percorso.
Nei giorni precedenti il leader Marco è stato chiamato dalla produzione, che gli ha fatto vedere un video in cui Stefano manometteva la macchina del riso per fare meno giri. La produzione decide di non dare più il riso ai naufraghi. Marco si arrabbia della disonestà dei compagni e non dà spiegazioni ai compagni, affermando di voler dire tutto in puntata. Stefano si assume la responsabilità, dicendo di averlo fatto anche per aiutare alcuni suoi compagni che non si sentivano bene. Inoltre attacca Marco, dicendo che anche lui manometteva la ruota le settimane precedenti. Egli nega, asserendo di conoscere il meccanismo ma di non averlo mai fatto per rispetto. Stefano insinua anche che Marco abbia barato nella prova dell'orologio honduregno per diventare leader, ma nonostante le pressioni della conduttrice non vuole spiegare il suo pensiero.
Kaspar riceve un video di incoraggiamento dai figli.
Sull'Isola sembra essere nato un nuovo amore tra Solei e Jeremias: tra i due è anche scattato un bacio durante la notte.
Il pubblico vota per l'eliminazione di Kaspar. Di nascosto dagli altri concorrenti, però, gli viene data la possibilità di rimanere in gioco nell'isola che non c'è, un'isola in cui dovrà rimanere da solo. Egli accetta.
L'arrivo di Soleil ha creato scompiglio: non tutti sono contenti della sua presenza sull'Isola, tra cui Giorgia e Luca. Entrambi contestano il suo modo di porsi.
Attraverso una catena di salvataggio i naufraghi salvano una persona alla volta, alla fine i tre naufraghi rimasti vanno al televoto: Stefano, Yuri e Giorgia. Con il televoto lampo, Yuri Rambaldi viene eliminato. Egli rifiuta l'isola che non c'è e diventa il quarto eliminato dell'Isola.
Ghezzal riceve un video messaggio da sua madre, dopo che in settimana aveva avuto un momento di crisi.
Alessia Marcuzzi presenta una nuova naufraga, Ariadna Romero. I concorrenti affrontano la prova leader, vinta da Soleil.
In studio arriva Grecia Colmenares, l'eliminata della puntata precedente.
I nominati della settimana sono Giorgia, Luca e Marco.

### Sesta puntata
Durante la settimana precedente è stata introdotta la Isla Bonita, che ha ospitato per qualche giorno la leader Soleil e un naufrago a sua scelta, ossia Jeremias. Soleil inoltre ha avuto degli scontri con Luca e e le sorelle Mihajlović, dopo averli accusati di non far niente (le sorelle vengono accusate anche da altri concorrenti). Il "trio sonnellino", così sono chiamati i tre da Soleil, l'accusano per i modi autoritari e troppo esagerati. Anche Marco viene contestato e definito, soprattutto da Luca e Jeremias, un "astuto burattinaio".
Il pubblico vota per l'eliminazione di Giorgia Venturini. Lei rifiuta l'isola che non c'è e diventa la quinta eliminata dell'Isola.
Durante la settimana ci sono state delle rivelazioni sconvolgenti a Pomeriggio Cinque riguardo al matrimonio di Riccardo: sua moglie Karin Trentini l'avrebbe tradito per quattro anni. Riccardo non crede a queste illazioni, dichiarando di fidarsi ciecamente di lei. Karin va sull'Isola a fare una sorpresa a Riccardo: lei nega tutte le notizie uscite su di lei.
I naufraghi affrontano la prova ricompensa, vinta da chi riuscirà a rimanere in equilibrio su una piattaforma sull'acqua. I vincitori sono Stefano, Ariadna, Sarah e Jo, che hanno come premio un piatto di spaghetti al ragù.
Alessia Marcuzzi si collega con Kaspar sull'Isola che non c'è e ricorda le allusioni di Stefano sulla vittoria di Marco della prova Leader. Marina in un confessionale confessa di aver sentito da Kaspar che lui aveva fatto vincere Marco perché glielo aveva chiesto. Lui non vuole dire niente ma non nega neanche.
I concorrenti sono sottoposti ad una catena di salvataggio, i quattro naufraghi rimasti vanno al televoto: Aaron, Jo, Sarah e Stefano. Stefano è l'eliminato: egli accetta la sfida e affiancherà Kaspar nell'isola che non c'è.
Ariadna viene a conoscenza di alcune dichiarazioni del ragazzo con cui si frequenta, il calciatore Francesco Acerbi, che sembra non essere molto propenso ad aspettarla.
In studio arriva Yuri Rambaldi, l'eliminato della scorsa puntata.
I naufraghi affrontano la prova leader: i finalisti sono Ghezzal e Ariadna che dovranno fare la prova dell'uomo vitruviano. Ghezzal vince e diventa leader. I nominati della settimana sono le sorelle Mihajlović, Luca e Riccardo.

## Prove Leader
Nella tabella sono riassunte tutte le prove del Migliore (Leader) di questa edizione con i relativi risultati. Le prove consistono nel decretare un Leader della settimana che porta alla suddivisione in due squadre, i pirati e la ciurma, destinati a due isole diverse l'una dall'altra, chiamate Isola dei Pirati e La ciurma. A partire dalla quarta settimana tutti i naufraghi vengono riuniti in un'unica isola senza divisione in squadre.
Ai pirati si aggiungono anche i galeotti, ovvero i quattro finalisti di Saranno Isolani. 

### Prima settimana
| Settimana | Descrizione della prova | Esito |
| --------- | --- | --- |
| 1         | Durante il pre-isola ad ogni naufrago è stata data la possibilità di nominare un concorrente che non vorrebbe portare con sé sull’isola. | La maggioranza dei concorrenti vota Marina La Rosa, che viene nominata, all'insaputa di tutti, Leader della settimana. |

| Leader - Pirati   | Leader - Pirati |
| Naufrago          |                 |
| ----------------- | --------------- |
| Marina La Rosa    |                 |
| Demetra Hampton   |                 |
| Taylor Mega       |                 |
| Kaspar Capparoni  |                 |
| Alice Fabbrica    |                 |
| Giorgia Venturini |                 |
| Yuri Rambaldi     |                 |
| John Vitale       |                 |

| Ciurma             | Ciurma |
| Naufrago           |        |
| Paolo Brosio       |        |
| Sarah Altobello    |        |
| Riccardo Fogli     |        |
| Grecia Colmenares  |        |
| Marco Maddaloni    |        |
| Le Mihajlović      |        |
| Aaron Nielsen      |        |
| Abdelkader Ghezzal |        |
| Luca Vismara       |        |
| Youma Diakite      |        |
| ------------------ | ------ |

### Seconda settimana
| Settimana | Descrizione della prova | Esito |
| --------- | --- | --- |
| 2         | Durante la settimana i naufraghi hanno affrontato una prova divisi in gruppi. Il gruppo vincente è quello composto da Paolo Brosio, Sarah Altobello, Grecia Colmenares e Luca Vismara, che affrontano la prova del fuoco per decretare il leader della settimana e il capo della Ciurma. | Paolo Brosio vince la prova diventando leader, mentre Grecia Colmenares arriva seconda, aggiudicandosi il titolo di capo della Ciurma. Essi potranno scegliere i compagni da portare con loro nelle Isole. |

| Leader - Pirati   | Leader - Pirati |
| Naufrago          |                 |
| ----------------- | --------------- |
| Paolo Brosio      |                 |
| Le Mihajlović     |                 |
| Luca Vismara      |                 |
| Riccardo Fogli    |                 |
| Alice Fabbrica    |                 |
| Giorgia Venturini |                 |
| Yuri Rambaldi     |                 |
| John Vitale       |                 |

| Capo della ciurma - Ciurma | Capo della ciurma - Ciurma |
| Naufrago                   |                            |
| Grecia Colmenares          |                            |
| Marco Maddaloni            |                            |
| Youma Diakite              |                            |
| Sarah Altobello            |                            |
| A. Ghezzal                 |                            |
| Kaspar Capparoni           |                            |
| Aaron Nielsen              |                            |
| Demetra Hampton            |                            |
| Marina La Rosa             |                            |
| -------------------------- | -------------------------- |

### Terza settimana
| Settimana | Descrizione della prova | Esito                                                                             |
| --------- | --- | --------------------------------------------------------------------------------- |
| 3         | La prova si divide in due manche: - Nella prima i naufraghi affrontano un grande classico dell'isola, la prova di apnea. - Nella seconda, i due vincitori della prova di apnea, si contendono la carica di leader attraverso la prova del fuoco. | Marco Maddaloni vince la prova del fuoco, diventando così leader della settimana. |

| Leader - Pirati  | Leader - Pirati |
| Naufrago         | Tempo           |
| ---------------- | --------------- |
| Marco Maddaloni  | 2:00            |
| A. Ghezzal       | 1:46            |
| Youma Diakite    | 0:57            |
| Paolo Brosio     | 0:48            |
| Aaron Nielsen    | 2:02            |
| Kaspar Capparoni | 0:36            |

| Ciurma            | Ciurma |
| Naufrago          | Tempo  |
| ----------------- | ------ |
| Grecia Colmenares | 0:18   |
| Le Mihajlović     | 0:15   |
| Luca Vismara      | 0:29   |
| Riccardo Fogli    | 1:19   |
| Stefano Bettarini | -      |
| Sarah Altobello   | 0:10   |
| Marina La Rosa    | 0:16   |
| Yuri Rambaldi     | -      |
| Giorgia Venturini | -      |
| Jo Squillo        | -      |

- Nota: I tempi sopra indicati fanno parte della prova apnea.

### Quarta settimana
| Settimana | Descrizione della prova | Esito |
| --------- | --- | --- |
| 4         | La prova si divide in due ma che: I naufraghi durante la terza settimana hanno affrontato la prova leader, riguardante una caccia al tesoro, suddivisi in tre squadre. Due naufraghi hanno preso due pugnali con la rispettiva punta bianca e gialla, che ha fatto di loro i due capisquadra che dovranno creare le rispettive squadre. Non essendoci posto per tutti, i due capisquadra decidono che Riccardo e Grecia non parteciperanno alla prova leader. La terza squadra è formata dai pirati, senza Paolo perché sotto cure mediche. - Nella seconda manche la squadra che ha vinto la prova precedente si sfiderà nell'orologio hondureño per decretare un solo leader. | La prima manche è stata vinta dalla squadra nera, ovvero i pirati: Marco, Kaspar, Ghezzal e Aaron. La seconda manche è vinta da Marco Maddaloni, che ha fatto di lui il leader della settimana. |

### Quinta settimana
| Settimana | Descrizione della prova | Esito |
| --------- | --- | --- |
| 5         | La prova viene suddivisa in due manche: una femminile e una maschile. Per ogni manche ci sarà un vincitore, quindi un uomo e una donna, che si contenderà la possibilità di diventare leader con la prova del fuoco. La prima prova consiste nella ricerche delle collane in ogni ostacolo che presenterà il percorso. | La prima prova viene vinta da Soleil Sorge e Aaron Nielsen. Mentre la seconda prova viene vinta da Soleil, che fa di lei la leader della settimana. |

### Sesta settimana
| Settimana | Descrizione della prova | Esito |
| --------- | --- | --- |
| 6         | Vengono effettuate due prove - La prima prova viene svolta durante la quinta settimana in due manche: una maschile e una femminile. La prova consiste nel far mantenere un equilibrio il vaso posto sull’asse con un piede il più a lungo possibile. - La seconda prova viene svolta in diretta e consiste in una prova di apnea. | La prima prova viene vinta da Ghezzal e Ariadna Romero. La seconda viene vinta da Ghezzal, che fa di lui il leader della settimana. |

| Uomini             | Uomini |
| Naufrago           | Tempo  |
| ------------------ | ------ |
| A. Ghezzal         | 23:26  |
| Jeremias Rodriguez | 23:16  |
| Aaron Nielsen      | 22:16  |
| Stefano Bettarini  | 12:42  |
| Riccardo Fogli     | 0:16   |
| Paolo Brosio       | 0:08   |

| Donne           | Donne |
| Naufrago        | Tempo |
| --------------- | ----- |
| Ariadna Romero  | 47:25 |
| Sarah Altobello | 47:18 |
| Marina La Rosa  | 44:32 |
| Jo Squillo      | 2:54  |
| Le Mihajlović   | 2:35  |
| Soleil Sorge    | 0:00  |

- Nota: I risultati sopra indicati si riferiscono alla prima prova.

### Settima settimana
| Settimana | Descrizione della prova | Esito |
| --------- | --- | --- |
| 7         | Vengono effettuate due prove: - Durante la sesta settimana i naufraghi affrontano la prova leader che consiste in un percorso a ostacoli. Prima di partire i naufraghi rompono un cocco e riempire la bocca con l'acqua contenente al suo interno, dopodiché devono percorrere il percorso a ostacoli evitando di ingoiare l'acqua, perché serve per riempire il cilindro posto alla fine del percorso. - I vincitori della prima manche su sfidano in diretta attraverso la prova del fuoco. | La prima prova viene vinta da Soleil e Aaron. La seconda prova viene vinta da Soleil, che fa di lei la leader della settimana. |

## Ascolti
| Puntata    | Messa in onda    | Telespettatori | Share  | Ospiti                             |
| ---------- | ---------------- | -------------- | ------ | ---------------------------------- |
| 1          | 24 gennaio 2019  | 3 062 000      | 18,27% | –                                  |
| 2          | 31 gennaio 2019  | 2 405 000      | 13,28% | –                                  |
| 3          | 3 febbraio 2019  | 2 748 000      | 14,79% | –                                  |
| 4          | 10 febbraio 2019 | 2 399 000      | 13,76% | –                                  |
| 5          | 13 febbraio 2019 | 2 885 000      | 17,30% | –                                  |
| 6          | 20 febbraio 2019 | 2 601 000      | 14,44% | –                                  |
| 7          | 27 febbraio 2019 | 2 832 000      | 16,92% | –                                  |
| 8          | 4 marzo 2019     | 2 846 000      | 16,86% | Cecilia Rodríguez, Fabrizio Corona |
| 9          | 11 marzo 2019    | 2 999 000      | 17,31% | –                                  |
| 10         | 18 marzo 2019    | 2 827 000      | 17,34% | –                                  |
| Semifinale | 25 marzo 2019    | 2 970 000      | 18,30% | –                                  |
| Finale     | 1º aprile 2019   | 3 231 000      | 18,06% | –                                  |
| Media      | Media            | 2 820 000      | 16,39% |                                    |

- Nota 1: Le puntate del 31 gennaio (2 405 000), del 3 febbraio (2 748 000) e in primis quella del 10 febbraio (2 399 000) risultano essere le puntate meno viste nella storia del programma in termini di telespettatori, ma non di share. Il record negativo lo deteneva la nona edizione che in una puntata totalizzò poco più di 3 milioni di telespettatori e il 13% di share.
- Nota 2: Altro record negativo riguarda la concorrenza con Rai 1. Infatti, solo la terza, la decima e l'undicesima sono riuscite a superare il competitor in sovrapposizione.